# Efimie Palii
Efimie Palii (n. 1880, Iarova, ținutul Soroca, gubernia Basarabia, Imperiul Rus – d. secolul al XX-lea) a fost un grădinar și politician moldovean, membru al Sfatului Țării al Republicii Democratice Moldovenești.

## Sfatul Țării
Efimie Palii a fost unul din membrii Sfatului Țării care a votat pentru Unirea Basarabiei cu România în sesiunea din 27 martie 1918.

## Galerie de imagini

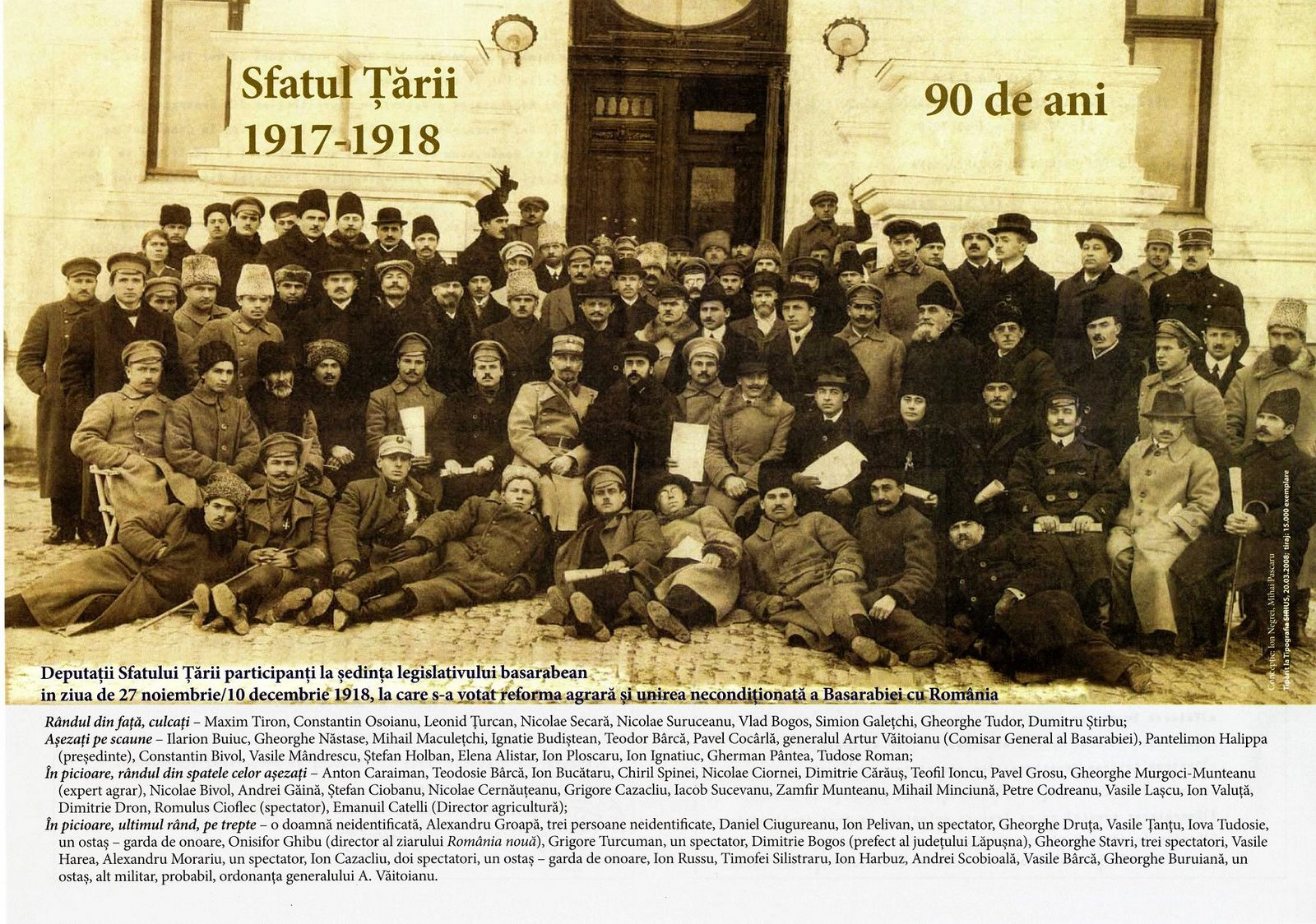
Membrii Sfatului Țării, 10 decembrie 1918.
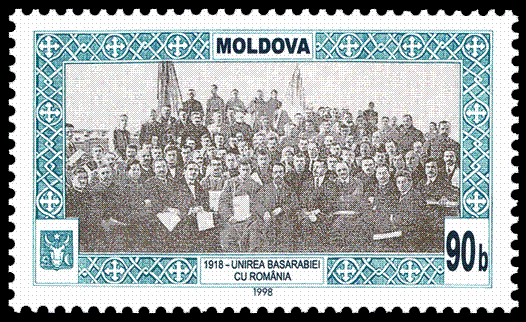
Membrii Sfatului Țării pe un timbru moldovenesc din 1998.